# Як-50
Як-50 — советский учебно-тренировочный самолёт, одноместный цельнометаллический моноплан с низкорасположенным свободнонесущим крылом.

## История
С развитием авиаспорта возрастала потребность аэроклубов в спортивно-пилотажных самолетах. Самолеты Як-18ПМ и Як-18ПС были выпущены в ограниченном количестве, возникла потребность в возобновлении серийного выпуска одноместных спортивно-пилотажных самолётов для аэроклубов и сборной СССР по высшему пилотажу.
Перед конструкторами ставилась задача создать такой пилотажный самолет, который не уступал существующим и предполагаемым самолетам соперников. В 1972 году в ОКБ Яковлева под руководством молодого конструктора В.П. Кондратьева был разработан новый одноместный спортивно-пилотажный самолет Як-50.
При проектировании Як-50 использовали аэродинамическую схему Як-18ПС. При этом самолет проектировали одноместным с уменьшенными габаритами и улучшенной конструкцией.
Свои пилотные качества Як-50 не раз демонстрировал на соревнованиях по высшему пилотажу, на самолете были установлены новые мировые рекорды по скорости полетов и скороподъёмности.
С появлением на международных соревнованиях Як-50 утвердился стиль пилотирования, при котором фигуры выполняются на больших скоростях с большими перегрузками. Это привело к изменению условий нагружения конструкции самолета, во много раз возросла повторяемость как положительных, так и отрицательных перегрузок. В то время проблема ресурса спортивного самолета не была достаточно изучена. В результате произошел ряд аварий из-за разрушения крыла, повлекший гибель спортсменов. Надежность конструкции стала основным недостатком самолета и в связи этим многие самолеты были выведены из состава аэроклубов.
Серийно самолет изготавливался на авиационном заводе в г. Арсеньеве с 1976 до 1986 года. Всего было выпущен 312 самолетов.
Поставлялся на экспорт в Австралию, Великобританию, ГДР, Данию, Чехословакию, Польшу.
Самолёт изображён на марке Почты СССР 1986 г. 

## Конструкция
Як-50 - построен по аэродинамической схеме свободнонесущего низкоплана. Конструкция цельнометаллическая. Конструкция этого самолета соответствовала технологическим возможностям авиационной промышленности 1979-х гг.
Фюзеляж цельнометаллический типа полумонокок.  Кабина пилота закрывается прозрачным обтекаемым фонарём.
Крыло - две отъёмные части, прямое (поперечное V=0) в плане имеет трапециевидную форму. Конструкция крыла однолонжеронная, обшивка дюралевая, работающая. Отъемные части крыла стыкуются напрямую с фюзеляжем.
Шасси трехопорное с хвостовым колесом. Основное двухколёсное убирающееся в полёте, поджимаются к крылу, и дополнительное хвостовое не убирающееся. Выпуск и уборка шасси, а также управление тормозами колес осуществляются пневмосистемой.
Хвостовое оперение - свободнонесущее, цельнометаллическое. В целях уменьшения веса самолета на рулях высоты и направления и элеронах использовалась полотняная обшивка, в несиловых элементах планера были применены пластиковые детали, в некоторых местах были применены титановые сплавы и химическое фрезерование обшивок.
Силовая установка - поршневой девятицилиндровый звездообразный двигатель воздушного охлаждения М-14П, мощностью 360 л.с. Воздушный винт двухлопастный с изменяемым шагом. Двигатель был тяжелым и большим для спортивно-пилотажного самолета, но других двигателей на тот момент не было. Топливо располагалось в одном фюзеляжном баке объемом 55 литров, что обеспечивало 35 минут полета. Для перегона на дальность до 500 км устанавливался дополнительный бак.

## Технические характеристики
- Габариты, м:
  - длина — 7,68
  - размах крыла — 9,5
  - высота — 3,16
  - площадь крыла, м2 — 15
- Масса, кг:
  - пустого — 765
  - максимальный взлётный — 900
- Скорость, км/ч:
  - максимальная — 420
  - крейсерская — 320
- Двигатель М-14П
- Продолжительность полёта, ч — 0,48 (без дополнительного топлива)
- Практическая дальность полёта, км — 495

## Як-50 памятники
| Тип   | Бортовой номер | Местонахождение | Изображение |
| ----- | -------------- | --- | ----------- |
| Як-50 | 15             | Як-50 установлен на крыше дома Обороны в Екатеринбурге |             |
| Як-50 | 0065           | Самолёт Як-50 на постаменте, установлен в память эскадрильи "Уральский алюминщик" и в честь "Героев трудового фронта" в городе Каменск Уральский Свердловской области. |             |
| Як-50 | 01             | Як-50 установлен возле здания РОО Тульская федерация стрельбы из лука и арбалета (бывш. ДОСААФ) в 1990 году в городе Тула                                              |             |
| Як-50 | неизвестно     | Як-50 установлен в г. Бишкеке в 12-м микрорайоне перед зданием ДОСААФ.                                                                                                 |             |

## Эксплуатанты
- ДОСААФ